# جزيرة ماراينغ
جزيرة ماراينغ وهي جزيرة من جزر إندونيسيا، وتتبع مدينة كوتابارو في إقليم كليمنتان الجنوبية في إندونيسيا.